# Анцистрокладус
Анцистрокладус (лат. Ancistrocladus) — род цветковых растений, единственный представитель монотипного семейства Анцистрокладовые (Ancistrocladaceae) порядка Гвоздичноцветные (Caryophyllales). Представители рода — лианы либо лазящие кустарники, распространённые в тропиках и субтропиках.

## Филогенез
|  | Drosophyllum lusitanicum                                               |
|  |                                                                        |
|  | \| \| Dioncophyllaceae \| \| \| \| \| \| Ancistrocladaceae \| \| \| \| |
|  |                                                                        |
|  | Dioncophyllaceae                                                       |
|  |                                                                        |
|  | Ancistrocladaceae                                                      |
|  |                                                                        |

|  | Dioncophyllaceae  |
|  |                   |
|  | Ancistrocladaceae |
|  |                   |

В системе классификации Тахтаджяна данное семейство включено в монотипный порядок Анцистрокладоцветные (Ancistrocladales) надпорядка Theanae подкласса Dilleniidae класса Magnoliopsida.

## Виды
По информации базы данных The Plant List (2013), род включает 21 вид:
- Ancistrocladus abbreviatus Airy Shaw
- Ancistrocladus attenuatus Dyer. Мьянма
- Ancistrocladus barteri Scott-Elliot. Гвинея
- Ancistrocladus benomensis Rischer & G.Bringmann
- Ancistrocladus congolensis J.Leonard. Республика Конго, ДРК
- Ancistrocladus ealaensis J.Leonard. Конго
- Ancistrocladus grandiflorus Cheek. Камерун
- Ancistrocladus griffithii Planch.
- Ancistrocladus guineensis Oliv.. Нигерия
- Ancistrocladus hamatus (Vahl) Gilg typus[3] [syn. Wormia hamata Vahl]. Шри-Ланка
- Ancistrocladus heyneanus Wall. ex J.Graham. Индия
- Ancistrocladus ileboensis Heubl, Mudogo & G.Bringmann
- Ancistrocladus korupensis D.W.Thomas & Gereau. Камерун
- Ancistrocladus le-testui Pellegr. Габон
- Ancistrocladus likoko J.Leonard. Конго
- Ancistrocladus pachyrrhachis Airy Shaw
- Ancistrocladus robertsoniorum J.Leonard. Кения
- Ancistrocladus tanzaniensis Cheek & Frimodt-Moller. Танзания
- Ancistrocladus tectorius (Lour.) Merr. Андаманские острова, Таиланд
- Ancistrocladus uncinatus Hutch. & Dalziel. Нигерия
- Ancistrocladus wallichii Planch.